# Landeyrat
Landeyrat település Franciaországban, Cantal megyében. Lakosainak száma 86 fő (2022. január 1.). Landeyrat Allanche, Marcenat, Pradiers, Saint-Bonnet-de-Condat, Saint-Saturnin és Vernols községekkel határos.

## Népesség
A település népességének változása:
| Lakosok száma | 216  | 174  | 130  | 110  | 98   | 94   | 89   | 90   | 91   | 86   |
|               | 1968 | 1982 | 1990 | 2006 | 2013 | 2015 | 2017 | 2019 | 2020 | 2022 |